# گابریله مارتیروسیان
گابریله مارتیروسیان ( انگلیسی: Gabrielė Martirosian؛ زادهٔ ۲۳ فوریهٔ ۱۹۹۱) مدل, beauty pageant contestant، بازیگر، مجری تلویزیونی و رادیویی ارمنی‌تبار اهل لیتوانی است. وی از سال ۲۰۰۷ میلادی تاکنون مشغول فعالیت بوده‌است.

## زندگی‌نامه
وی در ۲۳ فوریهٔ ۱۹۹۱ ‏در کاوناس به دنیا آمد و از دانشگاه ویلنیوس فارغ‌التحصیل گشت. وی همچنین برنده جوایزی همچون Miss Lithuania شد.